# Tryškiai (stacja kolejowa)
Tryškiai (ros. Тришкяй) – stacja kolejowa w miejscowości Vainočiai, w rejonie telszańskim, w okręgu telszańskim, na Litwie. Położona jest na linii Szawle – Kretynga.
Nazwa pochodzi od pobliskiego miasteczka Tryszki (lit. Tryškiai).

## Historia
Stacja została otwarta w okresie międzywojennym.